# Palau Ducal de Castelló de Rugat
El palau ducal dels Borja de Castelló de Rugat és un edifici històric ubicat a la plaça del Palau d'aquesta vila de la comarca valenciana de la Vall d'Albaida.
Està datat del pas del segle xiv al segle XV. El va construir la família Bellvís. Més tard, els Borja van adquirir el palau, el van reformar i ampliar, i el van usar com a residència d'estiu de la nissaga. Per acabar, va ser propietat de la família Frasquet, terratinents de la zona.
Actualment l'immoble està en ruïna. Només es conserva una part de la façana, algunes traces de la barbacana de defensa, i de l'hort que rodejava l'edifici ducal.